# Alarmo
L'Orologio sonoro Nintendo: Alarmo (ニンテンドーサウンドクロック アラーモ?, Nintendo Saundo Kurokku Ara mo) è una sveglia digitale interattiva sviluppata e pubblicata da Nintendo. Alarmo è stato distribuito il 10 ottobre 2024 in esclusiva presso il negozio Nintendo New York e sul My Nintendo Store per gli abbonati a Nintendo Switch Online.

## Funzionamento

Grafica non originale della schermata della sveglia

Il dispositivo è dotato di uno schermo che mostra l'ora e altre informazioni, come il giorno e il mese, nonché di una manopola posizionata nella parte superiore, utilizzata per navigare tra i vari menu. A differenza delle sveglie tradizionali, Alarmo utilizza sensori per rilevare il movimento durante il risveglio, attivi dal momento in cui la sveglia inizia a suonare. 
La sveglia offre due modalità principali: inflessibile e gentile. Nella modalità inflessibile, quanto più a lungo l'utente rimane a letto senza muoversi, tanto più forte e intenso diventerà il suono della sveglia. Al contrario, nella modalità gentile il risveglio avviene in modo graduale e personalizzato. Alarmo riproduce suoni di gioco sincronizzati con i movimenti dell'utente e conclude il processo di risveglio con una musica allegra quando la persona si alza dal letto.
Il dispositivo consente inoltre di visualizzare i dati relativi al sonno e offre la modalità "Suoni d'oro", che riproduce musica ambientale durante la notte per favorire il sonno. Una terza modalità, detta a pulsante, trasforma Alarmo in una normale sveglia digitale.
Il cliente può scegliere tra svariate melodie e suoni ispirati ai giochi pubblicati per Nintendo Switch, che modificano anche l'aspetto dello schermo di Alarmo. Al momento del lancio, sono disponibili sette "scene" per ciascuno di questi giochi: Super Mario Odyssey, The Legend of Zelda: Breath of the Wild, Splatoon 3, Pikmin 4 e Ring Fit Adventure. Ulteriori suonerie ispirate a Mario Kart 8 Deluxe e Animal Crossing: New Horizons saranno distribuite attraverso aggiornamenti gratuiti.

## Pubblicazione
Alarmo è stato annunciato da Nintendo il 9 ottobre 2024 e, nello stesso giorno, è stato distribuito in esclusiva presso il negozio Nintendo di New York. Il dispositivo è disponibile anche per l'acquisto online tramite il My Nintendo Store per gli abbonati a Nintendo Switch Online. Una distribuzione su larga scala è prevista per marzo 2025.